# Mechanitis neseaea
Mechanitis neseaea är en fjärilsart som beskrevs av Jacob Hübner 1820. Mechanitis neseaea ingår i släktet Mechanitis och familjen praktfjärilar. Inga underarter finns listade i Catalogue of Life.